# Episodi di Street Legal (serie televisiva 1987) (prima stagione)
La prima stagione della serie televisiva Street Legal è stata trasmessa in anteprima in Canada dalla CBC Television tra il 6 gennaio 1987 e il 10 febbraio 1987.
| nº | Titolo originale            | Titolo italiano | Prima TV Canada  | Prima TV Italia |
| -- | --------------------------- | --------------- | ---------------- | --------------- |
| 1  | Birds of a Feather          |                 | 6 gennaio 1987   |                 |
| 2  | Even Lawyers Sing the Blues |                 | 13 gennaio 1987  |                 |
| 3  | A Little Knowledge          |                 | 20 gennaio 1987  |                 |
| 4  | Sting Like a Butterfly      |                 | 27 gennaio 1987  |                 |
| 5  | A Matter of Honour          |                 | 3 febbraio 1987  |                 |
| 6  | Tango Bellarosa             |                 | 10 febbraio 1987 |                 |